# Казенний будинок (фільм, 1930)
Казенний будинок (англ. The Big House; інший варіант перекладу — «Великий дім») — американський чорно-білий художній фільм, драматичний трилер режисера Джорджа У. Хілла, що вийшов в 1930 році. У головних ролях задіяні Роберт Монтгомері, Честер Морріс і Воллес Бірі.
Фільм номінувався на чотири статуетки премії «Оскар» в категоріях «Найкращий фільм», «Найкраща чоловіча роль» (Воллес Бірі), «Найкращий адаптований сценарій» (Джозеф Фарнхем, Мартін Флевін, Френсіс Маріон і Леннокс Робінсон; перемога) і «Найкращий звук» (Дуглас Ширер; перемога).

## Сюжет
Молодий, але дурний красень Кент сідає за кермо автомобіля напідпитку і вбиває людину. Судовий вирок — 10 років позбавлення волі. Він міститься в перенаселену в'язницю, яка була створена для 1800 осіб, коли термін в ній відбувають 3000 ув'язнених. Кента кидають в камеру до місцевих авторитетів — Моргана і Бутча, які вмовляють його влаштувати «втечу століття».

## У ролях
- Честер Морріс — Морган
- Воллес Бірі — Бутч Шмідт
- Льюїс Стоун — начальник в'язниці Джек Фаррелл
- Роберт Монтгомері — Кент Марлоу
- Лейла Хаямс — Енн
- Джордж Ф. Меріон — Поп
- Дж.С. Наджент — містер Марлоу
- Карл Дейн — Олсен
- Девітт Дженнінгс — Гофер
- Меттью Бетц — місис Марлоу

## Створення
На роль Бутча спочатку розглядався Лон Чейні, який встиг навіть знятися в кількох сценах. Раптова смерть актора зруйнувала всі плани знімальної групи й роль Бутча відійшла до Воллеса Бірі. Роль Бірі була спародійована Леслі Нільсеном у фільмі «Голий пістолет 33 ⅓: Остання образа».